# Herb Grenlandii

Herb Grenlandii (wersja grenlandzka)

Herb Grenlandii – herb przedstawiający niedźwiedzia polarnego w pozycji wyprostowanej na niebieskiej tarczy. W grenlandzkiej wersji niedźwiedź podnosi lewą łapę. W wersji duńskiej niedźwiedź podnosi prawą łapę. Herb ten obowiązuje od 1 maja 1989 roku i wymyślił go Jens Rosing.